# Cyathura madelinae
Cyathura madelinae är en kräftdjursart som beskrevs av Hackney och Ganucheau 1989. Cyathura madelinae ingår i släktet Cyathura och familjen Anthuridae. Inga underarter finns listade i Catalogue of Life.